# Vasarely Múzeum (Budapest)
A Vasarely Múzeum (teljes nevén Szépművészeti Múzeum Vasarely Múzeuma) nagyszabású állandó kiállítás Victor Vasarely műveiből Budapest III. kerületében, a Szentlélek téren.

## Története

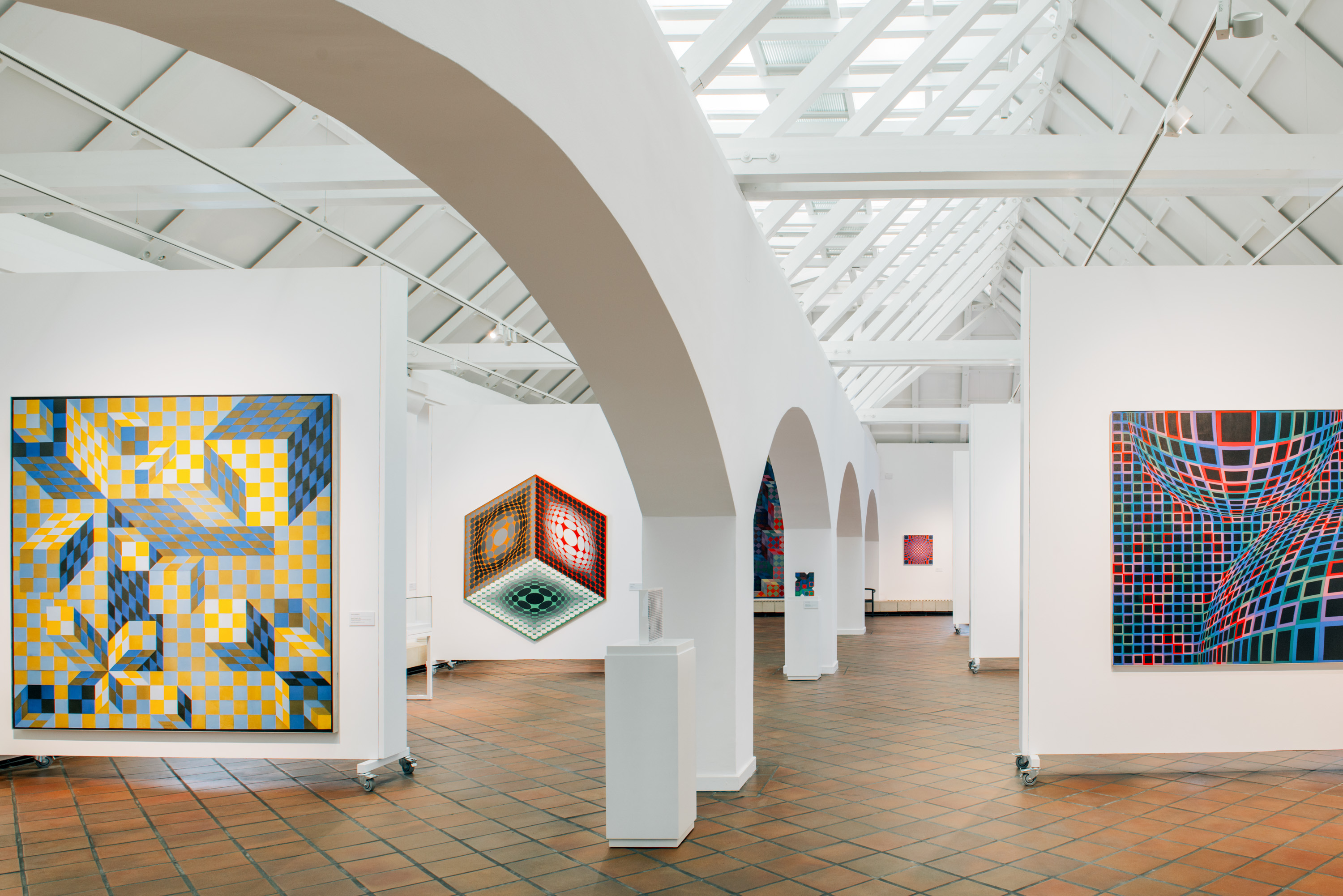
Az állandó kiállítás részlete

Victor Vasarely (1906–1997) a 20. századi művészet meghatározó egyénisége volt, az op-art, a kinetikus és a nemzetközi geometrikus absztrakt művészet kulcsfigurája.
Életútja az Osztrák–Magyar Monarchiából indult: Pécsett Vásárhelyi Győzőként született, Pöstyénben (Piešťany, Szlovákia) nevelkedett és Budapesten érettségizett. Itt nyerte Bortnyik Sándor Műhelyében reklámgrafikusi képzését, ami 1930-as Párizsba költözése után művészetének „bauhausi megalapozottságát” biztosította. Vasarely jelmondata volt, hogy a művészet legyen elérhető mindenki számára. A „művészet demokratizálása”, a sokszorosított grafika és multiplika vált művészeti produkciójának paradigmájává.
Victor Vasarely 1981. szeptember 23-i keltezéssel írta első „elidegeníthetetlen” adományáról szóló ajándékozó levelét, Budapest, Magyarország fővárosa részére. Ezt követte 1986. június 20-i Párizsban kelt második és 1986. szeptember 22-én Annet-sur-Marne-ban keltezett harmadik levele, megerősítve az adományozás tényét az óbudai Zichy Kastélyban megalapításra kerülő Vasarely Múzeum gyűjteménye számára. A Művelődésügyi Miniszter 1987. október 14-én kelt Működési Engedélye alapján a Vasarely Múzeum „a Szépművészeti Múzeum filiáléjaként működik”, múzeumi kiállítóhelyként kezdte meg működését.
A Vasarely Múzeum 1987. május 8-án, délelőtt 11 órakor nyílt meg, a művész jelenlétében. A Vasarely Múzeum tevékenységének fókuszában ettől kezdve Victor Vasarely életművének 411 tételét kitevő – eredeti, valamint sokszorosított munkákat tartalmazó – műtárgy-adománya áll, további 92 tételnyi beleltározott könyvtári írásos, nyomtatott, illetve diapozitív anyaggal kiegészítve. A múzeum feladata ennek megőrzése és közzététele, tudományos igényű kutatása.
A Vasarely Múzeum megnyílása óta ugyanakkor kettős funkciót tölt be: állandó kiállítással rendelkező múzeumi gyűjtemény és egyben „kunsthalle”-típusú kiállítóhely. Victor Vasarely életművét reprezentáló állandó kiállítást tart fent és az életművet, annak kontextusát megvilágító időszaki kiállításoknak ad helyet. Ennek értelmében, két termében a Nyílt Struktúrák Művészeti Egyesület tematikus időszaki kiállításainak ad helyet.
A Vasarely Múzeum missziója ma az, hogy Victor Vasarely-életmű elismert őrzője és kutatóhelye legyen, valamint az absztrakt és neoabsztrakt, a kinetikus és média-művészet bemutatásának és kutatásának nemzetközileg elismert tényezője. Vasarely akarata szerint, egyben figyeli a nyugati emigrációban működő (működött) magyar származású szürrealista, absztrakt és neoabsztrakt, a Bauhaus és Bortnyik Műhelyének oktatási elvei szerint alkotó, illetve kinetikus, valamint konceptuális és médiaművészeti alkotók életművét.

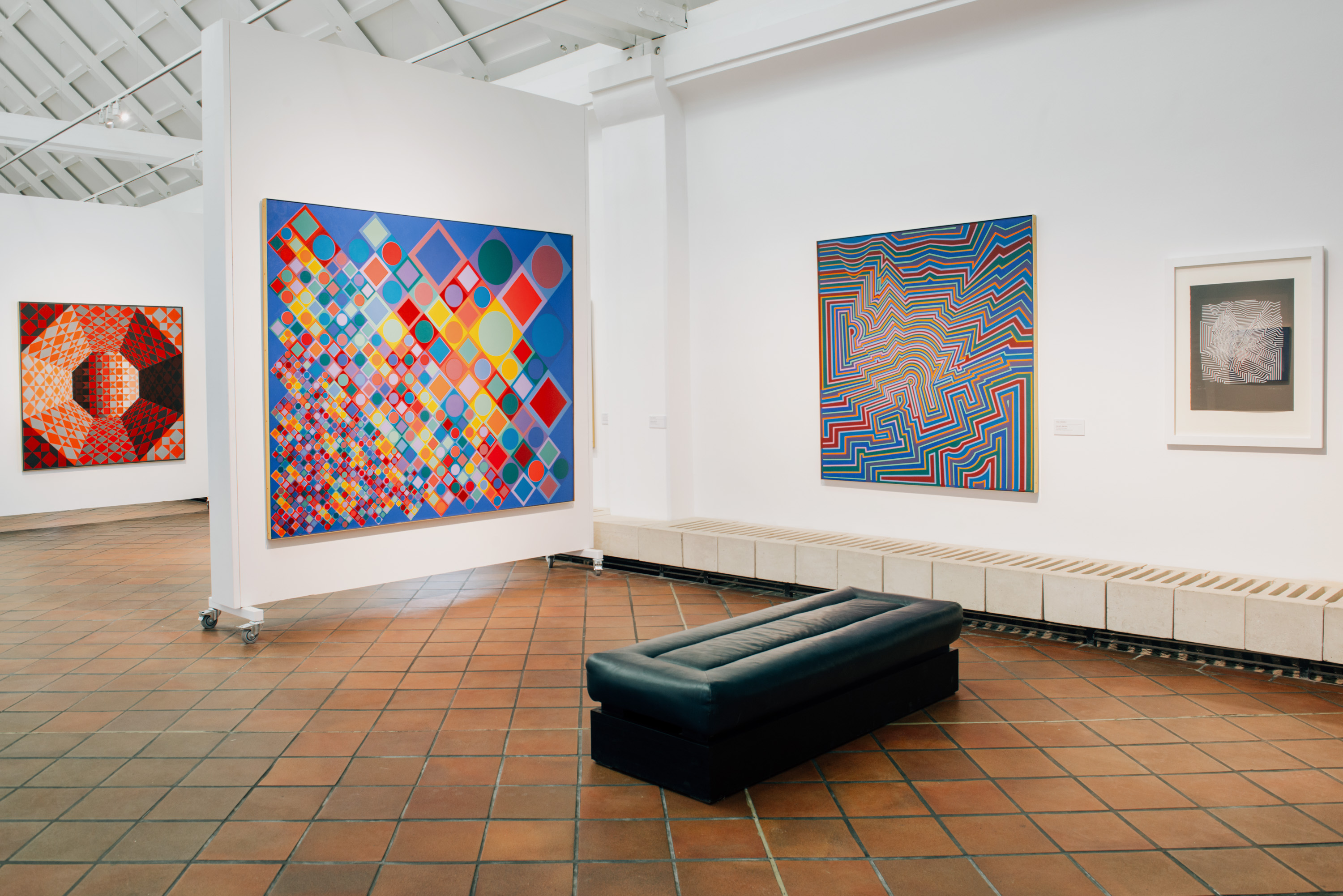